# سمسم (جنس)
جنس السِّمسِم    (الاسم العلمي: Sesamum) هو جنس يتكون من حوالي 20 نوعا في فصيلة البيدالية. تعتبر هذه النباتات من الأعشاب السنوية أو الدائمة ذات البذور الصالحة للأكل. يعتبر السمسم الهندي الشائع (الاسم العلمي: Sesamum indicum) أحد الأعضاء المشهورة لهذا الجنس، والذي يعتبر مصدر لبذور السمسم. تكثر الأنواع لهذا الجنس في أفريقيا بشكل رئيسي ، ويوجد بعضها في الهند، سريلانكا، والصين.

## أنواع جنس السمسم
- سمسم أنغولي
- سمسم ثلاثي الأوراق
- سمسم جناحي
- سمسم رأس الرجاء
- سمسم شعاعي
- سمسم صغير الأزهار
- سمسم قاسي
- سمسم صومالي
- سمسم عريض الأوراق
- سمسم كبير الزهر
- سمسم لاميوني الأوراق
- سمسم مختصر
- سمسم منقاري
- سمسم هش
- سمسم هندي
- سمسم واضح الكأسية
- سمسم إصبعي

## صور

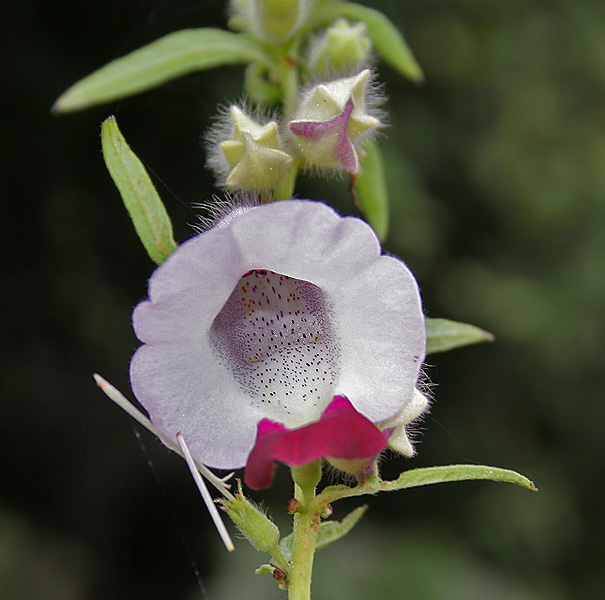
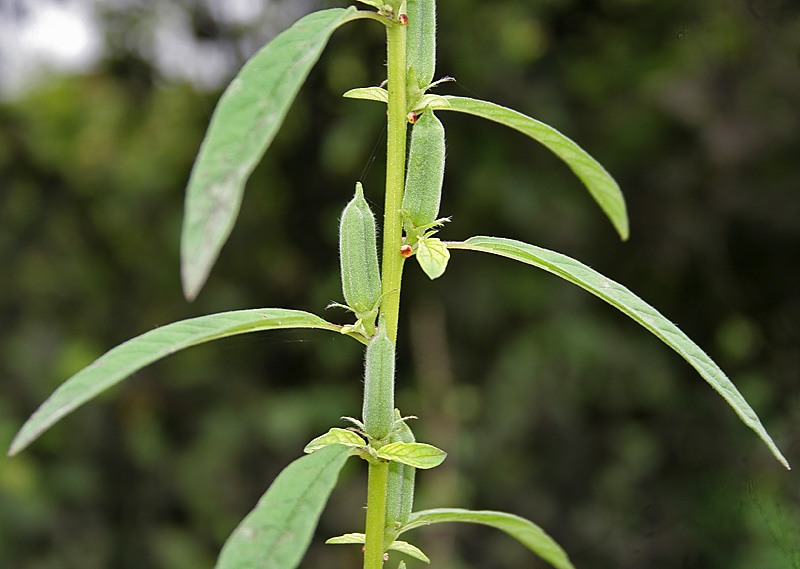
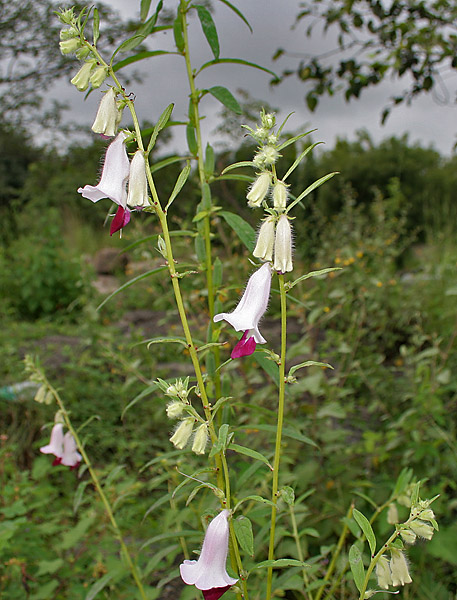
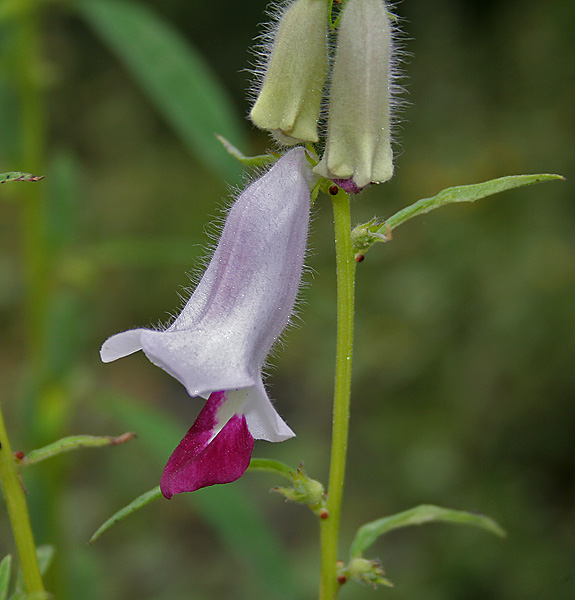

صور لنبات السمسم في حيدر آباد.